# 111th Street (stacja metra na Flushing Line)
111th Street – stacja metra nowojorskiego, na linii 7. Znajduje się w dzielnicy Queens, w Nowym Jorku i zlokalizowana jest pomiędzy stacjami Mets – Willets Point i 103rd Street – Corona Plaza. Została otwarta 13 października 1925.